# Ett skepp kommer lastat
För andra betydelser, se Ett skepp kommer lastat (olika betydelser).
Ett skepp kommer lastat är en lek som brukar lekas i ring. Leken härstammar från en tid då de flesta längre transporterna inom världshandeln skickades med fartyg. Leken är framför allt vanlig i juletider. Den förekommer även som billek.
En deltagare börjar med att säga ett ord, den bokstav ordet slutar på ska nästa deltagares ord börja med.
Exempel: "ett skepp kommer lastat med en stekpanna", "ett skepp kommer lastat med en apelsin", "ett skepp kommer lastat med en napp, "ett skepp kommer lastat med ett paket"...
Man fortsätter så tills ordförrådet tar slut eller man tröttnar. För att göra det svårare kan man använda olika teman, till exempel frukter. Eller så kan man säga ord som börjar på en viss bokstav, till exempel K.